# Albion (Iowa)
Albion – miasto w Stanach Zjednoczonych, w stanie Iowa, w hrabstwie Marshall.

## Demografia
W 2000 liczyło 592 mieszkańców. W 2023 liczba mieszkańców spadła do 441 osób, a gęstość zaludnienia do 294 osób/km².